# Adefagia
Adefagia (em grego antigo: Ἀδηφαγία, transl. Adêfagía) é a Daemon que personifica a glutonia, da fome física e psicológica, do bem estar após as refeições, patrona dos cozinheiros e deusa que possui controle sobre os beija-flores na mitologia grega. Ela é mencionada somente em uma fonte, um templo na ilha da Sicília, onde ela era adorada juntamente com Deméter.